# 송가스 센터 앳 U매스 로웰
송가스 센터 앳 U매스 로웰(Tsongas Center at UMass Lowell)은 미국 매사추세츠주 로웰에 위치한 실내 경기장이다. 과거 AHL 로웰 락 몬스터즈/로웰 데블스의 홈경기장으로 사용했다.